# Pták Ohnivák

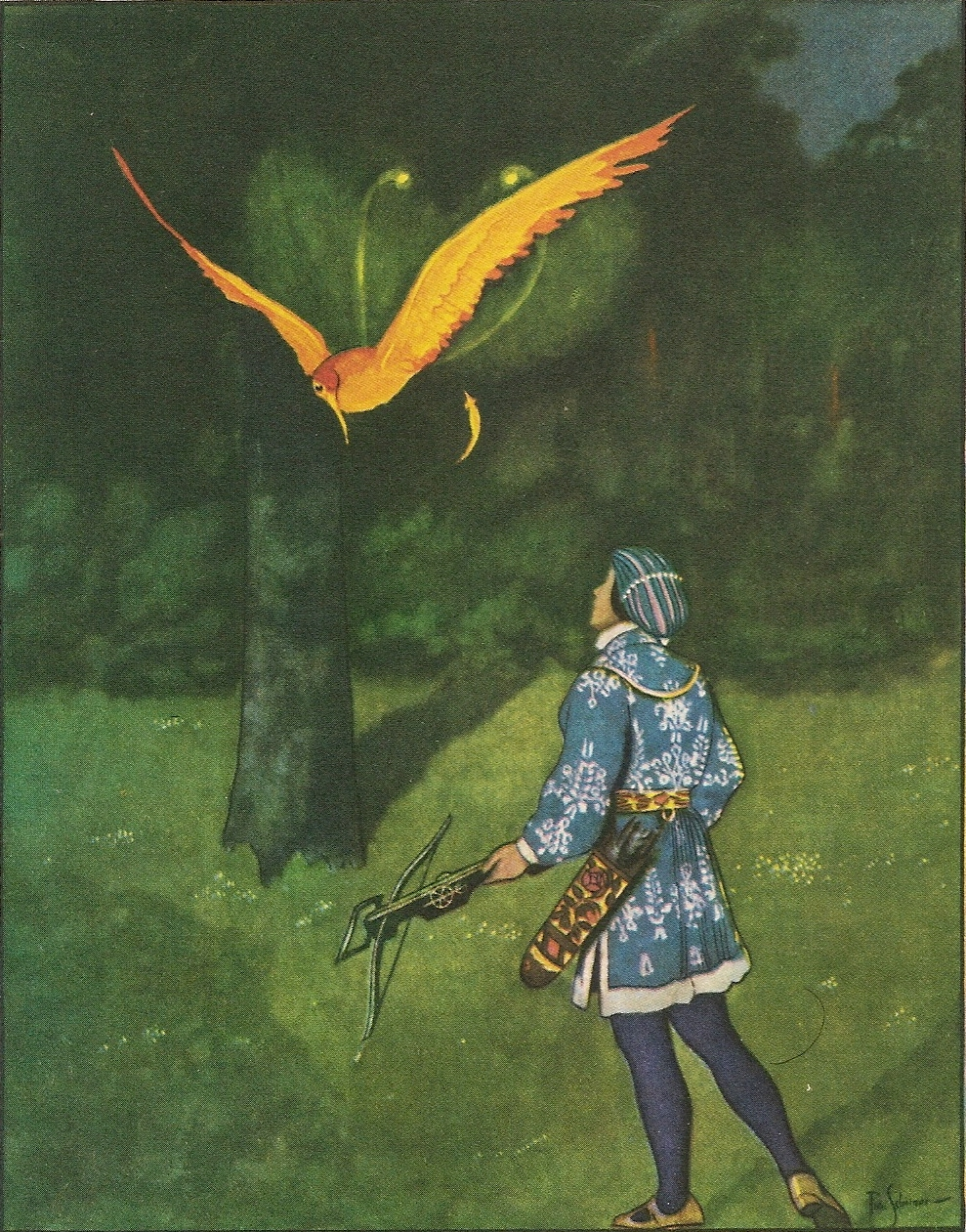
Princ a pták Ohnivák (Artuš Scheiner – ilustrace k pohádce Pták Ohnivák a liška Ryška)

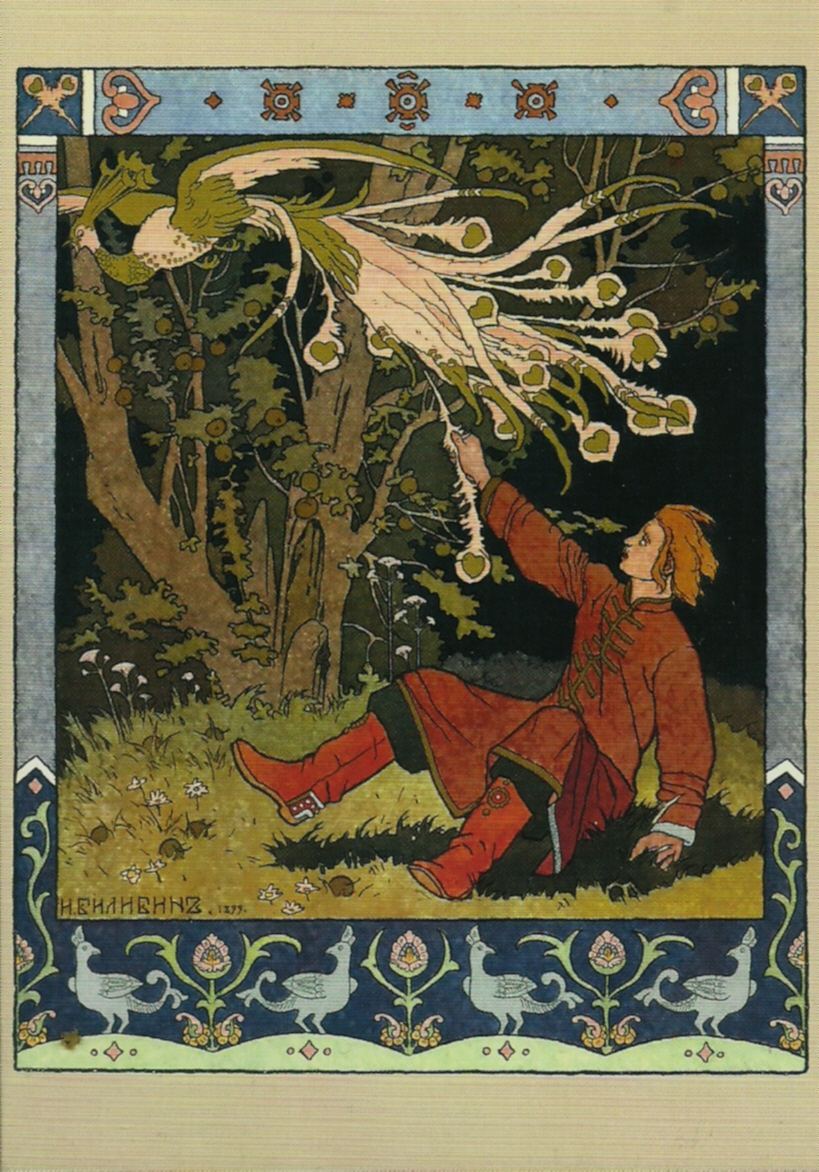
Ivan Bilibin, ilustrace ruské pohádky O ptáku Ohniváku, (1899)

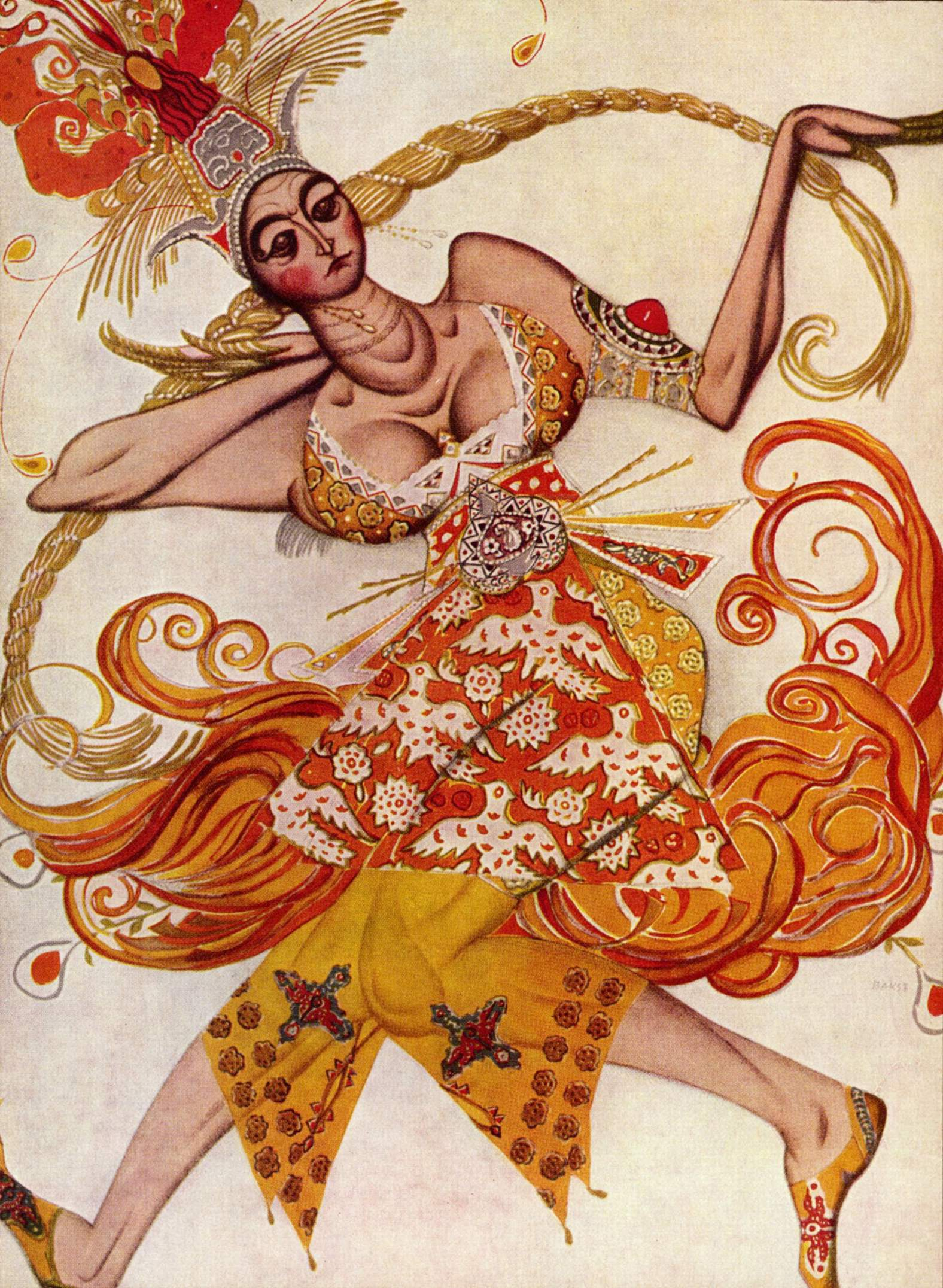
Návrh kostýmu pro titulní roli v baletu Pták Ohnivák od Leona Baksta

Pták Ohnivák je bytost ze slovanských pohádek, velký planoucí pták s rudým a zlatým peřím pocházející z daleké země. Jeho pera, i když jsou vytrhnuta, stále jasně svítí. Podobná bytost je známa ve folklóru celého světa, vzhledem se mu podobá například fénix.

## Pohádky
Česká pohádka Pták Ohnivák a liška Ryška je dílem Karla Jaromíra Erbena, který ji vytvořil na základě tří známých českých variant a uveřejnil roku 1858 v almanachu Máj pod pseudonymem J. E. Miletínský. Vypráví o králi, v jehož zahradě rostla jabloň plodící každý den jedno zlaté jablko. To se však začalo ztrácet a tak postupně povolal své tři syny, aby chytili zloděje. Jediným úspěšným je nejmladší syn, který získá pero Ptáka Ohniváka, zloděje jablek. Král poté své syny vyslal, aby pro něj ptáka získali. Nejmladší princ se na cestě spřátelil s liškou Ryškou, která mu poradí, kde má Ohniváka hledat. V důsledku neuposlechnutí liščiných rad musí však získat koně Zlatohřiváka a pannu Zlatovlásku z mořského zámku. Na cestě domů je však zabit svými bratry a oloupen, ale nakonec jej liška pomocí živé vody oživí a on se vrací do svého království.
Ruská pohádka Carevič Ivan a šedý vlk zpracovaná Alexandrem Afanasjevem začíná stejně jako česká, ale liší se tyranským charakterem krále, lišku nahrazuje šedý vlk a Ivanovou nevěstou je Jelena Překrásná.
V Aarne–Thompsonově katalogu patří tato pohádka k typu 550 Search for the Golden Bird – hledání zlatého ptáka, součást podskupiny 500–559 Supernatural Helpers – nadpřirození pomocníci. Mezi další pohádky o „zlatém ptáku“ patří Zlatý pták bratří Grimmů, irská pohádka Řecká princezna a mladý zahradník, skotská pohádka Jak Ian Diereach získal modrého sokola nebo svahilská pohádka Nunda, pojídač lidí. Česká verze obsahuje mnohé společné motivy s Erbenovou pohádkou O Zlatovlásce. Mořský zámek a podslunečné panství, kde hrdina získává svou pozdější nevěstu, je symbolem podsvětí.

## Kultura
- Pjotr Pavlovič Jeršov, pohádka Koník Hrbáček, 1834
  - Ivan Ivanov-Vano , animovaná filmová pohádka Koníček Hrbáček, 1975
- Igor Fjodorovič Stravinskij, baletní suita Pták Ohnivák, 1910
- Mercedes Lackey, fantasy román Firebird, 1996
- Václav Vorlíček, filmová pohádka Pták Ohnivák, 1997